# Мари, Рено
Рено Мари (фр. Renaud Mary; 31 июля 1918, Бордо — 5 мая 1977, Сен-Мор-де-Фоссе, Франция) — французский актёр кино и телевидения.

## Биография
Сниматься в кино начал в 1942 году. За свою карьеру участвовал в съёмках 60 кино- и телефильмов.
Был женат на актрисе Рене Фор (1918-2005).

## Избранная фильмография
- 1966: Между нами Париж — Пьер Хагенауэр
- 1962: Преступление не выгодно — Ленорман (новелла «Дело Хьюг»)
- 1961: Мадам Сан-Жен — Фуше
- 1960: Просто любовь
- 1960: Как же так!
- 1960: Диалог кармелиток — Фукье
- 1958: Ля Тур, берегись! — Перуж
- 1957: Приключения Арсена Люпена — Поль Дефонтен
- 1956: Елена и мужчины — Флери
- 1955: Дело о ядах
- 1954: Лишенный духовного сана
- 1954: За закрытыми дверями
- 1953: Три мушкетёра — кардинал Ришельё
- 1953: Дева Рейна
- 1948: Круиз для неизвестного — Заместитель директора
- 1947: Фантомас — Жермен
- 1947: Последний шанс — полицейский